# Sânpetru German

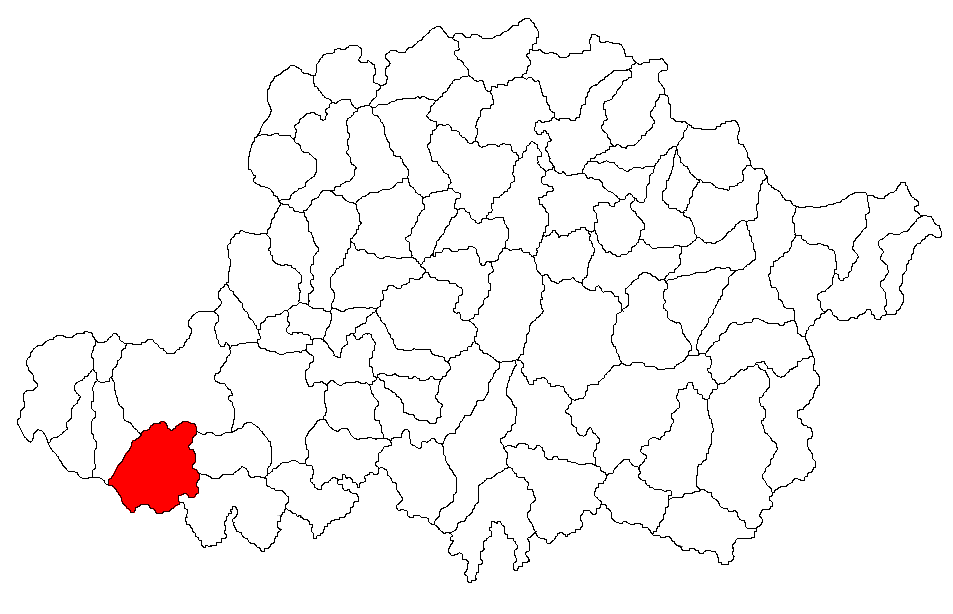
Lage der Gemeinde Secusigiu im Kreis Arad

Sânpetru German (deutsch Deutschsanktpeter, ungarisch Németszentpéter) ist ein Dorf im rumänischen Banat im Kreis Arad. Sânpetru German gehört zur Gemeinde Secusigiu.

## Lage
Sânpetru German liegt im Süden des Kreises Arad, südlich der Marosch und ist somit der historischen Region Banat zuzuordnen. Verkehrsmäßig befindet sich Sânpetru German in unmittelbarer Nähe der Landstraße und der Eisenbahnstrecke Arad–Sânnicolau Mare.

## Nachbarorte
| Peregu Mare | Pecica                                      | Arad   |
| Semlac      | Kompassrose, die auf Nachbargemeinden zeigt | Felnac |
| Secusigiu   | Gelu                                        | Vinga  |

## Etymologie
Urkundlich wurde eine Ortschaft unter dem Namen Sancto Petrus bereits 1335 erwähnt. Im Jahr 1421 erscheint Zenthpeter in den päpstlichen Zehentlisten. 1716 war Sankt-Peter „entvölkert, unbebaut und unkultiviert“, 1718 wurden hier wieder 14 Häuser gezählt, und 1728 befand sich Teutsch St.-Peter auf der Landkarte von Claudius Florimund Mercy.
1821 trug der Ort den offiziellen Namen Deutsch-Sankt-Peter, 1898 Német-Szentpéter, 1919 Sînpetru-Nemțesc. Heute ist die offizielle Bezeichnung Sânpetru German.

## Archäologische Funde
Keine Ortschaft des Arader Kreises kann so vielfältige Funde aus nahezu allen Perioden, der Urgemeinschaft, Antike, Völkerwanderung und des Mittelalters nachweisen wie Deutschsanktpeter.
Unzählige Funde befinden sich in der Abteilung Archäologie und Geschichte des Arader Museums darunter Feuersteinwerkzeuge, die in der steilen Erdwand im Nordwesten des Dorfes gefunden wurden und sich als der älteste Nachweis menschlichen Daseins aus dem Spätpaläolithikum (ungefähr 80.000 Jahre v.u. Z.) westlich von Arad erwiesen.
Der wohl wichtigste archäologische Fund ist die Venus von Deutschsanktpeter. Bei Ausschachtungsarbeiten kam das Bruchstück eines großen prähistorischen Gefäßes zum Vorschein. Das dickwandige, handgeformte Bruchstück aus bräunlich-rotem Ton gehört dem Typus eines kugelförmigen Speichergefäßes an. Das Tonfragment weist an der Außenseite eine 23 Zentimeter große menschliche Figur in Halbrelief auf. Diese Gestalt stellt eine Frau mit schmalem Körper, eingeknickten Beinen sowie seitwärts gestreckten und nach unten gebogenen Händen dar. Überdimensioniert sind der lange Hals, der stark ausgeprägte Kopf, die beiden Brüste und die Hände mit den gespreizten Fingern. Der Fund wurde der Jungsteinzeit zugeordnet und in das 5. Jahrtausend v. Chr. zu datieren.
Aus der Zeit der Criș-Kultur wurden Gefäßstücke in Deutschsanktpeter und Neu-Arad gefunden. Aus der Theiß-Kultur fand man in Pecica und Deutschsanktpeter Krüge, Tassen mit zwei Henkeln, Äxte, Armreifen. Aus der Coțofeni-Kultur wurden verzierte Keramikgefäße und Dolche mit Verzierungen in Blattform gefunden.
Bei Ausgrabungen im Jahre 1948 wurde eine Siedlung aus der Bronzezeit entdeckt. Man fand Seiher und Schüsseln aus Keramik sowie Äxte aus Bronze. Viele dieser Gegenstände sind im Historischen Museum in Bukarest ausgestellt.
Aus der Hallstattzeit wurden Gegenstände in Deutschsanktpeter und in den Nachbargemeinden Felnac und Munar gefunden. Ein Bronzehortfund aus der frühen Eisenzeit besteht aus 16 Bronzegegenständen (Ringe, Fibeln, Sägeplättchen). Aus der Zeit 300 v. Chr. wurde in Deutschsanktpeter ein dakisches Gefäß gefunden. An die Herrschaft der Römer im Banat erinnern Silbermünzen, geprägt von den Kaisern Trajan, Hadrianus und Antoninus Pius aus dem 2. Jahrhundert. Außerdem wurden runde Spiegel, Fibeln, Krüge und Eisenmesser römischen Ursprungs gefunden. Funde von Bronzemünzen wurden auf dem Gebiet von Deutschsanktpeter aus der Zeit der Kaiser Constantius I., Constans und Constans II. gefunden, was auf ein Aufleben des Handels in dieser Region schließen lässt.
Aus der Zeit der Völkerwanderung fand man sarmatische Gräber aus dem 3.–4. Jahrhundert, welche Grabbeigaben wie Perlen und Spinnwirbel enthielten. Sensation machte das 1958 geborgene Grab eines awarischen Reiters aus dem 7. Jahrhundert. Schwert, Pfeilspitzen sowie Plättchen eines Brustpanzers aus Eisen, bronzene Schnallen und ein goldenes Ohrgehänge sowie eine Goldmünze des byzantinischen Kaisers Heraklius waren die reichen Beigaben des Grabes.

## Geschichte
Im Jahr 1421 schenkte König Sigismund die Grundherrschaft von Sankt-Peter dem Csanáder Bischof Marczalli. Nach wechselnden Besitzern fiel der Ort 1552 in die Hände der Türken und gehörte zum Felnaker Verwaltungsdistrikt. Die osmanischen Steuerlisten führten den Ort mit 18 Häusern. 1561 war Peter von Mazedonien als Grundherr vermerkt. 1582 war der Ort von vier serbischen Schafhirten bewohnt. Zwischen 1618 und 1655 waren ungarische Adlige Grundherren des Ortes. 1717 nach den Türkenkriegen bestand der Ort aus 14 verlassenen Häusern.
Die Besiedlung mit ersten deutschen Siedlern fand während des Karolinischen Schwabenzugs in den Jahren 1721–1724 statt. 1764 zur Zeit der Theresianischen Ansiedlung wurde die Ortschaft um 34 Häuser für deutsche Kolonisten aus Elsass-Lothringen erweitert. 1766 sollen weitere 60 deutsche Familien angesiedelt worden sein.
Während der Ansiedlungszeit der Jahre 1737–1742 gab es Auseinandersetzungen zwischen den Vertretern des Bezdiner Klosters und den Bewohnern von Deutschsanktpeter. Das Bezdiner Kloster war gegen die Ansiedlung, weil diese auf enteignetem Klosterbesitz erfolgen sollte. Das Kloster reichte eine Beschwerde an die Banater Administration in Temeswar ein. Es gelang den Vertretern des Klosters die Ansiedlung zu verhindern. In einem Schreiben machte Kaiserin Maria Theresia die Strafenteignung der Güter des Klosters aus dem Jahre 1735 rückgängig und verlieh dem Kloster das Terrain auf „Ewige Zeiten“.
Nach dem Anschluss des Banats an Rumänien infolge des Vertrags von Trianon, wurde aufgrund des Agrarreformgesetzes der Feldbesitz des Bezdiner Klosters enteignet und an alle besitzlosen Einwohner sowie an Kriegsinvaliden, -witwen- und -waisen der Gemeinde Deutschsanktpeter, Munar und Secusigiu aufgeteilt.

## Kirche
1726 wurde ein Bethaus gebaut. Zwischen 1729 und 1738 wurde das Bethaus zu einer Holzkirche umgebaut. Die heutige Kirche ist in den Jahren 1773–74 errichtet worden. Sie ist den Aposteln Peter und Paul geweiht.
1825 wurde aus Temeswar eine Turmuhr eingebaut und 1860 bekam die Kirche eine Orgel. 1910 wurden die drei Altäre angeschafft. Der Hochaltar ist den Heiligen Peter und Paul gewidmet, der linke Seitenaltar der Muttergottes und der rechte Altar dem heiligen Josef. Im Jahre 1924 erhielt die Kirche die Wandgemälde. Im Jahre 1860 erbaute Anton Dangl aus Arad eine Orgel mit 12 Registern.

## Die Schule
Das erste öffentliche Schulgebäude in Deutschsanktpeter stand seit 1737 neben der ersten Kirche. 1774 wurde die Allgemeine Schulordnung für die deutschen Normal-, Haupt- und Trivialschulen eingeführt, worin eine allgemeine Schulpflicht für alle Kinder und der Umfang des zu vermittelnden Wissens festgelegt wurden.
Durch den Anschluss des Banats an das Königreich Ungarn im Jahre 1778 trat an Stelle der Allgemeinen Schulordnung die in Ungarn seit 1777 eingeführte „Ratio Educationis“. Diese Schulordnung sah vor, dass der Pfarrer zugleich auch die Funktion des Schuldirektors innehatte. Gleichzeitig wurde die ungarische Sprache zur Unterrichtssprache. 1860 wurde das heutige Schulgebäude errichtet.
Nach dem Ersten Weltkrieg gab es wieder eine deutsche Schule in Sânpetru German. Von 1944 bis 1948 fand der Unterricht nur in rumänischer Sprache statt. Nach der Schulreform von 1848 wurde die deutsche Abteilung wieder eingeführt.

## Demographie
| 1880 | 2757 | 102  | 65  | 2561 | 29  |
| 1910 | 2619 | 73   | 470 | 1966 | 110 |
| 1966 | 2358 | 602  | 432 | 1318 | 6   |
| 1977 | 2201 | 641  | 403 | 1019 | 138 |
| 1992 | 1952 | 1191 | 310 | 99   | 352 |
| 2002 | 2100 | 1793 | 234 | 41   | 32  |
| 2011 | 2037 | 1457 | 187 | 21   | 372 |